# ميت شهالة
ميت شهالة قرية تابعة لمركز الشهداء في محافظة المنوفية في جمهورية مصر العربية، وهي الآن جزء من مدينة الشهداء، من أعلامها الدكتور عبد المجيد سليم شيخ الأزهر الأسبق.

## التاريخ
قرية ميت شهالة من القرى القديمة، حيث وردت باسم «منية شهالة» في أعمال جزيرة بني نصر ضمن قرى الروك الصلاحي التي أحصاها ابن مماتي في كتاب قوانين الدواوين، كما وردت باسم «منية شهالة» في أعمال جزيرة بني نصر ضمن قرى الروك الناصري التي أحصاها ابن الجيعان في كتاب «التحفة السنية بأسماء البلاد المصرية». وفي العصر العثماني وردت باسم «منية شهالة» في التربيع العثماني الذي أجراه الوالي العثماني سليمان باشا الخادم في عصر السلطان العثماني سليمان القانوني ضمن قرى ولاية جزيرة بني نصر، وفي تاريخ 1228هـ/1813م الذي عدّ قرى مصر بعد المسح الذي قام به محمد علي باشا باسم «ميت شهالة» ضمن قرى مديرية المنوفية.

## اقرأ أيضاً
- مركز الشهداء.
- محافظة المنوفية.